# Прогрессивная Словакия
Прогрессивная Словакия (словац. Progresívne Slovensko) — социал-либеральная, прогрессивная и проевропейская политическая партия в Словакии. 
Партия была зарегистрирована в Министерстве внутренних дел Словакии 28 ноября 2017 года после подачи 13 500 подписей. Первый съезд партии, на котором главой партии был избран Иван Штефунко, был проведён 20 января 2018 года. На президентских выборах 2019 года победу одержала представительница партии Зузана Чапутова.